# ارنست ریور
ارنست ریور (به انگلیسی: Arnst River) رودخانه‌ای است که در نیوزلند جریان دارد.